# Cotonificio Cantoni
Il Cotonificio Cantoni (Cantunificiu in dialetto legnanese) è stata un'azienda tessile attiva fra il 1828 ed il 2004. È stata per lungo tempo la maggiore società cotoniera italiana.

## Storia

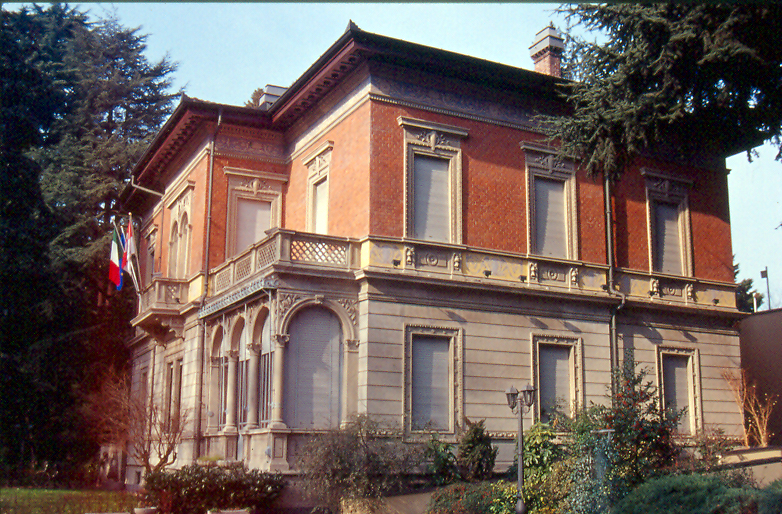
Villa Jucker, edificio storico di Legnano edificato dal 1905 al 1906 dal Cotonificio Cantoni

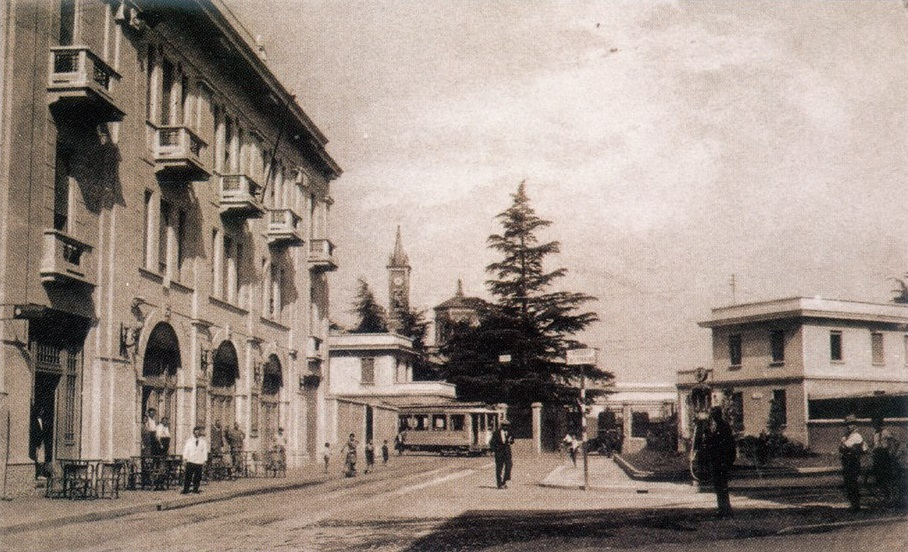
Piazza IV Novembre e, sulla sinistra, il Teatro città di Legnano nel 1930. Al centro, sullo sfondo, poco a destra del cedro, si vede l'ingresso principale del Cotonificio Cantoni

Il Cotonificio Cantoni di Legnano. Al centro si può vedere il fiume Olona

Il nucleo originario del Cotonificio Cantoni è stata una filatura aperta nel 1828 a Legnano. Il 2 ottobre 1830 vennero collaudati gli impianti sorti lungo l'Olona che utilizzavano, per muoversi, la forza motrice del fiume. Si trattava di un'attività pre-industriale sorta lungo le rive del corso d'acqua che era di proprietà di Camillo Borgomanero. Da un documento del 1835 risulta che era socio dell'impresa Costanzo Cantoni. Nella metà del XIX secolo, durante la seconda rivoluzione industriale, l'attività artigianale si trasformò in un'azienda vera e propria.
Nel 1855 la Cantoni fu la sola impresa della Lombardia a prendere parte all'Esposizione Universale di Parigi, mentre nel 1872 la ditta cambiò denominazione in "Società Anonima Cotonificio Cantoni", divenendo così la prima impresa cotoniera italiana a trasformarsi in società per azioni ed a venire quotata alla Borsa di Milano, dove rimase fino al 1998. Andrea Ponti ne fu il primo presidente. Anche dopo la quotazione in Borsa il controllo dei cotonifici rimase sotto il controllo della famiglia Cantoni. Infatti, grazie ad un'accorta politica con la restante parte degli azionisti, la famiglia continuò ad avere un controllo assoluto sull'azienda.
La famiglia Cantoni possedeva comunque la maggioranza azionaria, dato che Costanzo Cantoni aveva azioni per 1 milione di lire, mentre suo figlio Eugenio per 2 milioni e 750 000 lire a fronte di un capitale totale di 7 milioni di lire. Eugenio Cantoni era la reale guida della società, essendo stato eletto direttore generale. Nel 1877 Eugenio Cantoni si dimise da tale carica in seguito ad una crisi societaria interna ed esterna. Dal 1880 l'azienda tornò a crescere dopo un periodo di crisi. Nel 1887 in Italia furono istituite delle tariffe doganali e queste misure protezioniste, pensate principalmente per le piccole aziende, portarono benefici anche alla Cantoni. Lo sviluppo del cotonificio continuò anche negli anni di crisi del settore cotoniero italiano, che avvenne tra il 1891 ed il 1893. Tale crescita fu dovuta principalmente al fatto che l'azienda avesse rivolto l'attenzione anche all'esportazione.

Veduta di Bellano. Sullo sfondo, il Cotonificio Cantoni

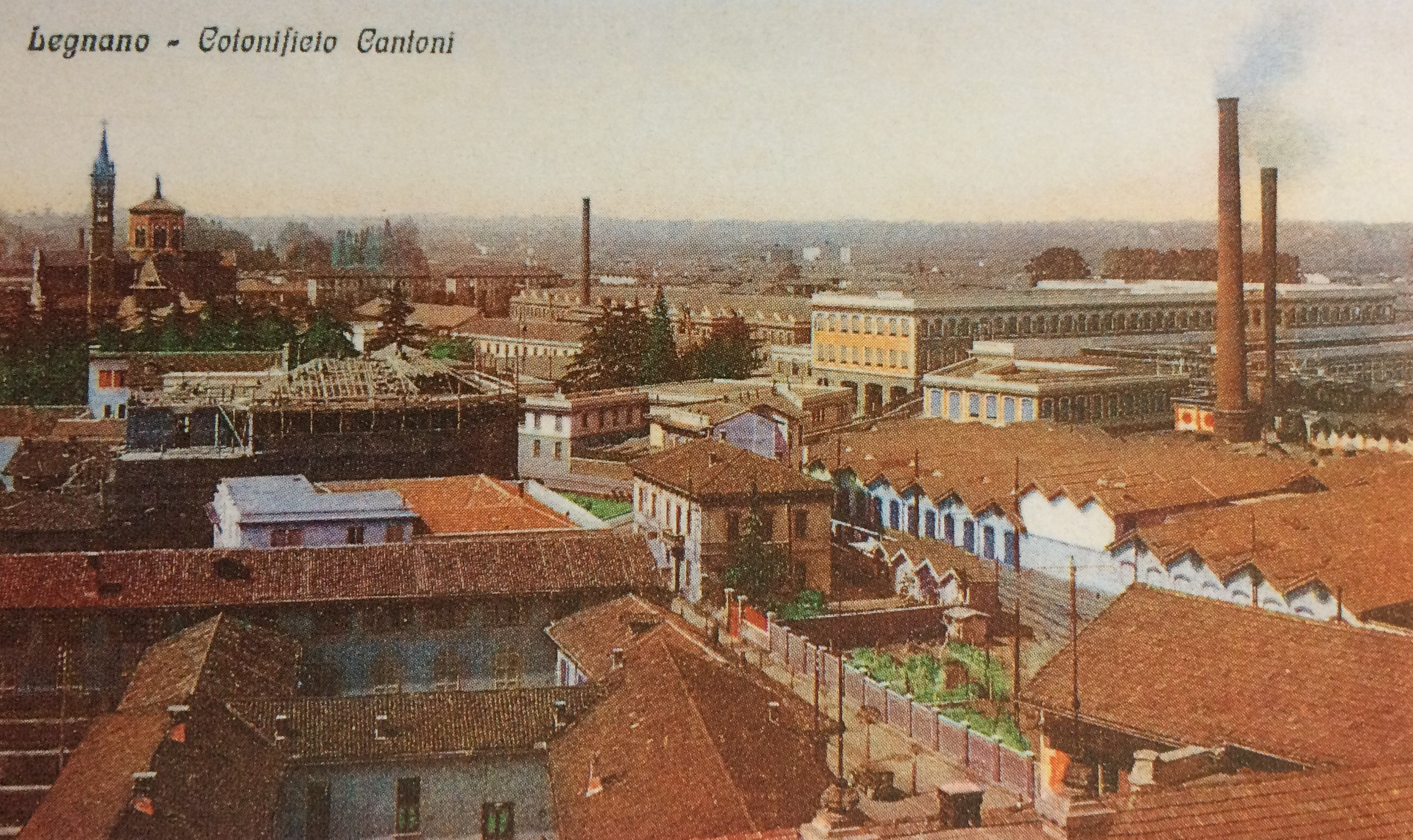
Veduta dello storico stabilimento legnanese del Cotonificio Cantoni nel 1920

Tra il 1905 e il 1906 il Cotonificio Cantoni edificò a Legnano Villa Jucker, tipico esempio di edificio padronale di inizio XX secolo; nel 1976 questo complesso edilizio, che originariamente fu dimora dell'omonima famiglia di dirigenti del Cotonificio Cantoni, è diventato sede dell'associazione locale Famiglia Legnanese.
La massima espansione del cotonificio si ebbe all'inizio del XX secolo. Nel periodo compreso tra il 1906 e il 1907 il Cotonificio Cantoni fu una delle aziende italiane ad avere l'aumento di capitale più cospicuo. Alla fine del primo decennio del XX secolo il Cotonificio Cantoni raggiunse i 1.500 operai ed i 1.350 telai. Nel 1908 iniziò l'edificazione delle prime case operaie. Gli edifici furono costruiti in via Pontida a Legnano. Furono inoltre realizzate delle scuole elementari riconosciute dallo Stato italiano che erano destinate alla prole dei lavoratori. La famiglia Cantoni abbandonò il Consiglio di amministrazione del cotonificio nel 1910 con le dimissioni di Costanzo Cantoni, figlio di Eugenio e quindi nipote dell'omonimo cofondatore dell'azienda. Nel 1912 l'azienda toccò un picco produttivo registrando una differenza, nei confronti dell'anno precedente, di un milione e mezzo di chili di tessuti.
Durante la prima guerra mondiale il cotonificio era in difficoltà per il blocco delle materie prime, che provenivano principalmente dalla Germania. Durante il conflitto l'azienda convertì i suoi impianti alla produzione di forniture belliche.
Dopo la fine della guerra furono realizzate altre abitazioni. Fino al 1925 il cotonificio fabbricò a Legnano 114 abitazioni tra via Pontida, via Volta, Galvani e via Monte Grappa. In via Galvani, nel 1928, furono realizzate una palestra ed una scuola materna. Vicino a queste ultime fu costruito il dopolavoro. Dal 1920 al 1927 venne costruito a Legnano il sanatorio regina Elena, struttura medica finalizzata alla cura della tubercolosi: i fondi per la sua edificazione vennero messi a disposizione per un quarto dal Cotonificio Cantoni e per la restante parte da sottoscrizioni popolari e da alcuni enti.
Anche allo scoppio della seconda guerra mondiale (1940) l'azienda fu costretta a destinare gli impianti alla produzione bellica. Come per il primo conflitto mondiale, la Cantoni fu in difficoltà per l'approvvigionamento di materie prime. Nonostante gli eventi bellici, il cotonificio continuò comunque a crescere anche durante questo decennio.

Cotonificio Cantoni di Legnano. Sala confezioni del settore filati

L'espansione proseguì fino al 1951, quando fu registrato un periodo di flessione che spinse l'azienda a investire. La tendenza fu poi ancora positiva a partire dal 1954. Negli anni sessanta iniziò la decadenza dovuta alla progressiva industrializzazione dei paesi in via di sviluppo. Per riuscire a superare una crisi avvenuta nel 1963, il cotonificio Cantoni decise di cambiare il tipo di produzione, passando dai tessuti a tinta unita ai tessuti stampati: in questo modo i manufatti non erano più comuni e di largo consumo, bensì prodotti di pregio, con un più alto contenuto tecnologico. Con questo cambiamento di strategia, la Cantoni riuscì a superare la crisi e a ampliare le proprie strutture con l'acquisto, nel 1968, di alcuni stabilimenti della De Angeli Frua che portarono, alla forza lavoro dell'azienda, altri 1.000 dipendenti; questo dato portò le maestranze totali a 5.000 dipendenti.
La crisi continuò e si acuì negli anni settanta. La crisi irreversibile, per il cotonificio Cantoni, iniziò nella seconda parte degli anni settanta, complici l'aumento del prezzo delle materie prime e delle fonti energetiche, entrambe causate da alcuni eventi straordinari che avvennero all'inizio del decennio l'inconvertibilità del dollaro (1971), la crisi petrolifera e la guerra del Kippur (entrambe nel 1973), che si aggiunsero alla cronica difficoltà causata dall'aumento del costo del lavoro e dalla concorrenza dei sistemi industriali esteri. A questo si a aggiunse i debiti accumulati dalla Cantoni, che erano ascrivibili alle eccessive giacenze nei magazzini di tessuti stampati: proprio in quel periodo la moda cambiò, privilegiando i tessuti a tinta unita.
Nel 1981 l'indebitamento del Cotonificio Cantoni toccò i 160 miliardi di lire. All'inizio degli anni ottanta la società proprietaria dell'azienda era la Montedison. In seguito, nel 1984, la maggioranza azionaria del cotonificio fu acquisita da Fabio Inghirami. La Cantoni avviò quindi un progetto di risanamento ma le operazioni non raggiunsero i risultati sperati. Ciò portò ad una situazione finanziaria insostenibile che causò la chiusura graduale di tutti gli stabilimenti. L'ultima fabbrica a terminare le attività fu quella legnanese del quartiere Olmina, che chiuse i battenti nel 2004.

## Gli stabilimenti e la produzione

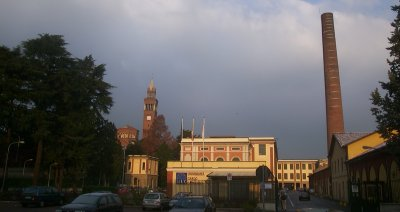
L'ex Cotonificio Cantoni di Castellanza, sede dell'Università Carlo Cattaneo

Oltre a quello storico sorto a Legnano lungo l'Olona, la famiglia Cantoni fondò altri cotonifici. Aprirono degli stabilimenti a Castellanza (1845), a Cordenons (1865), a Bellano (1870) ed a Legnano nel quartiere Olmina (1960). Fabbriche minori furono aperte a Canegrate ed a Gallarate (tessitura Cantoni-Introini). Molti altri stabilimenti furono incorporati dal Cotonificio Cantoni grazie ad alcune operazioni di acquisto che l'azienda legnanese fece nei confronti di alcune società concorrenti. Ad esempio, nel 1968, il Cotonificio Cantoni acquisì la De Angeli-Frua. La Cantoni prese quindi possesso delle fabbriche di Fagnano Olona (ex Stamperia e tintoria F.lli Tronconi, 1967), Ponte Nossa (ex De Angeli-Frua, 1968), Arluno (ex Cotonificio Carlo Dell'Acqua, 1969) e Saronno (ex De Angeli-Frua, 1968). Oltre ai siti produttivi, la Cantoni era anche proprietaria di un cospicuo patrimonio immobiliare. Dopo la chiusura, lo stabilimento di Castellanza è stato recuperato e dal 1991 è sede dell'Università Carlo Cattaneo.
Per quanto riguarda la produzione, nel 1972 gli impianti di filatura erano all'interno degli stabilimenti di Cordenons, Arluno, Bellano, Castellanza e Ponte Nossa, e quelli di tessitura in quelli di Legnano Olmina, Castellanza, Ponte Nossa oltre che nello storico stabilimento legnanese sorto lungo l'Olona. Sempre nello stesso anno preso in esame, le stamperie erano all'interno delle fabbriche di Saronno e Fagnano Olona, mentre gli impianti di tintoria erano contenuti nei due stabilimenti legnanesi. Nella fabbrica storica di Legnano erano anche presenti gli impianti di finissaggio velluti. Grazie alla presenza di una gamma completa di macchinari, l'azienda era in grado di arrivare al prodotto finito partendo dalle materie grezze. In totale, nel 1972, gli stabilimenti del Cotonificio Cantoni contenevano globalmente 2.724 telai, 235.002 fusi e 15 impianti per la stampa. L'azienda era anche dotata di una centrale termoelettrica che era situata all'interno dello stabilimento storico di Legnano e di 8 impianti idroelettrici. Questi sistemi producevano nel complesso circa la metà dell'energia elettrica necessaria per far funzionare gli stabilimenti.

## Lo storico stabilimento legnanese sorto lungo l'Olona

### Le origini

Cortile interno dello stabilimento di Legnano

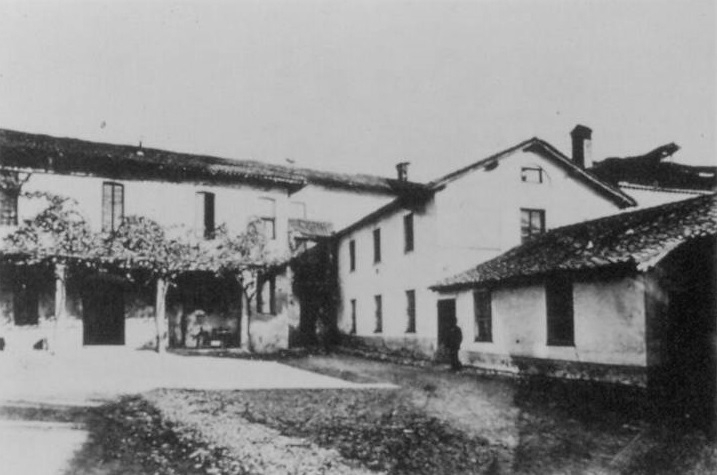
Il mulino Pomponio (o Prata) in un'immagine del 1881. Si trovava lungo l'Olonella all'altezza della moderna piazza IV novembre.

Agli albori della storia dello stabilimento di Legnano la forza motrice che azionava i macchinari derivava dal fiume Olona. All'epoca per aprire una nuova attività che sfruttasse le correnti del corso d'acqua oppure per installare una nuova ruota idraulica, occorreva chiedere un permesso preventivo all'"Amministrazione del fiume Olona". In caso di permesso accordato, si doveva versare una somma di denaro all'ente citato. L'attività di filatura del futuro cotonificio Cantoni sfruttava i mulini ad acqua già esistenti sul fiume. Infatti, grazie ad essi, la Cantoni e le altre attività sorte lungo il fiume ricavano l'energia necessaria per far muovere i macchinari. Per renderli adatti allo scopo, la Cantoni modificò opportunamente questi impianti molinatori, che originariamente erano destinati alla macinazione dei prodotti agricoli.
Borgomenero e Cantoni, agli albori della storia del cotonificio, acquistarono diversi mulini. Come preludio alla fondazione della Cantoni, Camillo Borgomanero acquistò nel 1819 il mulino Isacco (già della famiglia Lampugnani) e nel 1828 il mulino Melzi. Il collaudo dei primi impianti del futuro cotonificio avvenne il 2 ottobre 1830. Costanzo Cantoni acquisì invece il mulino Cornaggia-Medici nel 1841, a cui ne seguirono altri. In un documento del 27 marzo 1847 si può leggere: "[...] Il Sig. Cantoni Proprietario di due mulini uniti posti sull'Olona, il primo detto del Pomponio in mappa al n. 1632. Fu venduto dal nobile Sig. marchese Cornaggia venduto nell'anno 1831 alla ditta Bazzoni & Sperati, ed indi nel 1841 acquistato dal Sig. Cantoni [...]". Questi impianti molinatori erano molto antichi. Ad esempio, il mulino acquistato nel 1828 da Camillo Borgomanero apparteneva ai Melzi fin dal 1162. Per quanto riguarda la produzione, dai 500 fusi del 1836 il cotonificio passò ai 1.760 del 1838. Grazie ad un successivo miglioramento degli impianti, nel 1845 si ebbe un ulteriore incremento del numero di fusi per la filatura, che arrivò infatti a 3.546. Tra il 1820 ed il 1830 vennero eseguite le prime modifiche all'alveo dell'Olona.

### La seconda metà del XIX secolo

L'interno del Cotonificio Cantoni di Legnano nel 1930

Istituto "Pro Legnano" a Salsomaggiore Terme destinato all'erogazione di cure per gli operai del Cotonificio Cantoni. Inaugurato nel 1928, venne chiuso nel 2006

Nel 1860 fu realizzata un'officina per falegnami e per meccanici. Nel 1862 il cotonificio prese possesso di 30 pertiche di terreno libero e di altri due mulini appartenenti alla Mensa Arcivescovile di Milano che sorgevano lungo l'odierna via Pontida. Per incrementare la forza motrice tratta dal fiume, nel 1860 iniziarono alcuni interventi sull'Olona nel tratto che attraversava la parte settentrionale del cotonificio. Fu infatti rettificato il corso del fiume con lo scavo di un nuovo alveo - pressoché rettilineo - che portò all'eliminazione delle anse naturali del corso d'acqua. Nel 1890 vennero realizzati analoghi lavori sul tratto meridionale.
Venne anche costruito un canale artificiale (il canale Cantoni, ultimato nel 1868) ad uso dello stabilimento. È di questo periodo la demolizione degli antichi mulini che sorgevano sulle rive dell'Olona. Questi ultimi furono infatti sostituiti da impianti più moderni che utilizzavano ruote idrauliche più efficienti.
Nel 1874 il cotonificio Cantoni prese possesso di un'area situata tra l'Olonella e il canale Cantoni dove sorgeva anche una tintoria appartenente ai fratelli Moranti. La Cantoni di questi anni, come risulta da un documento del 1876 conservato presso l'Archivio del Comune di Legnano, era, tra le industrie legnanesi, la principale per organizzazione e tecnologia. Tra le aziende tessili legnanesi, solo la Cantoni univa la filatura alla tessitura comprendendo un notevole numero di telai meccanici azionati, oltre che dalla forza idraulica originata dal fiume Olona, anche dall'energia prodotta dalle macchine a vapore. In questi anni l'azienda fece investimenti per il potenziamento dello stabilimento; fu edificata una nuova ala per la filatura (1882) e venne impiantata una nuova motrice a vapore che sostituiva le due precedenti con un cospicuo risparmio di carbone (1888). Furono inoltre costruiti diversi nuovi ponti sull'Olonella, sul canale Cantoni e sull'alveo originale dell'Olona (ora abbandonato). Nel 1885 furono coperti circa 50 metri dell'Olona per l'ingrandimento dei reparti di tintoria dei tessuti (sponda sinistra) e dei velluti (sponda destra). 

Veduta aerea del Cotonificio Cantoni di Legnano

Nel 1896 la contessa Barbara Melzi diede in affitto al Cotonificio Cantoni (per un periodo di 25 anni) un vasto terreno concedendo nel contempo il permesso di rettificare l'alveo del fiume dell'Olona anche nel tratto che attraversava le sue proprietà. Negli anni successivi furono prese in possesso altre aree che fecero arrivare la superficie dello stabilimento vicina alle dimensioni massime raggiunte nel XX secolo. Nel 1899 il cotonificio realizzò un grande serbatoio d'acqua vicino all'area del mulino acquistato nel 1841 e poi demolito, ovvero tra l'alveo originale dell'Olona e la strada del Sempione.

### L'inizio del XX secolo
L'aspetto definitivo del cotonificio fu raggiunto all'inizio del XX secolo. Nei decenni successivi, infatti, non ci furono cambiamenti sostanziali nella struttura globale dello stabilimento. Il cotonificio fu elettrificato nel 1902. L'energia era fornita dalla Società Lombarda per un totale di potenza erogata di 3500 kW. In questi anni il reparto di filatura fu trasferito nello stabilimento di Castellanza. A Legnano rimasero la tessitura e la tintoria. Nel 1904 furono edificati nuovi capannoni sui terreni ancora liberi. Nello specifico, furono realizzati un padiglione per la fase di finitura dei tessuti, un magazzino per i tessuti grezzi ed un'officina.
Nel 1907 diventò direttore Carlo Jucker. Durante la sua direzione furono compiuti cospicui investimenti nello stabilimento. Tra il 1907 e il 1908 fu realizzato un nuovo capannone per la tessitura in mattoni a vista, all'interno del quale vennero sistemati circa mille nuovi telai, 240 dei quali di tipo Jacquard. Di questo periodo è anche l'ingrandimento dei capannoni contenenti gli impianti di confezionamento e di finissaggio, oltre che l'inaugurazione dei reparti di tagliatura dei velluti e delle garze. Fu poi costruito un nuovo reparto di candeggio con impianti all'avanguardia e fu modernizzato il settore di finissaggio.

### Tra le due guerre mondiali

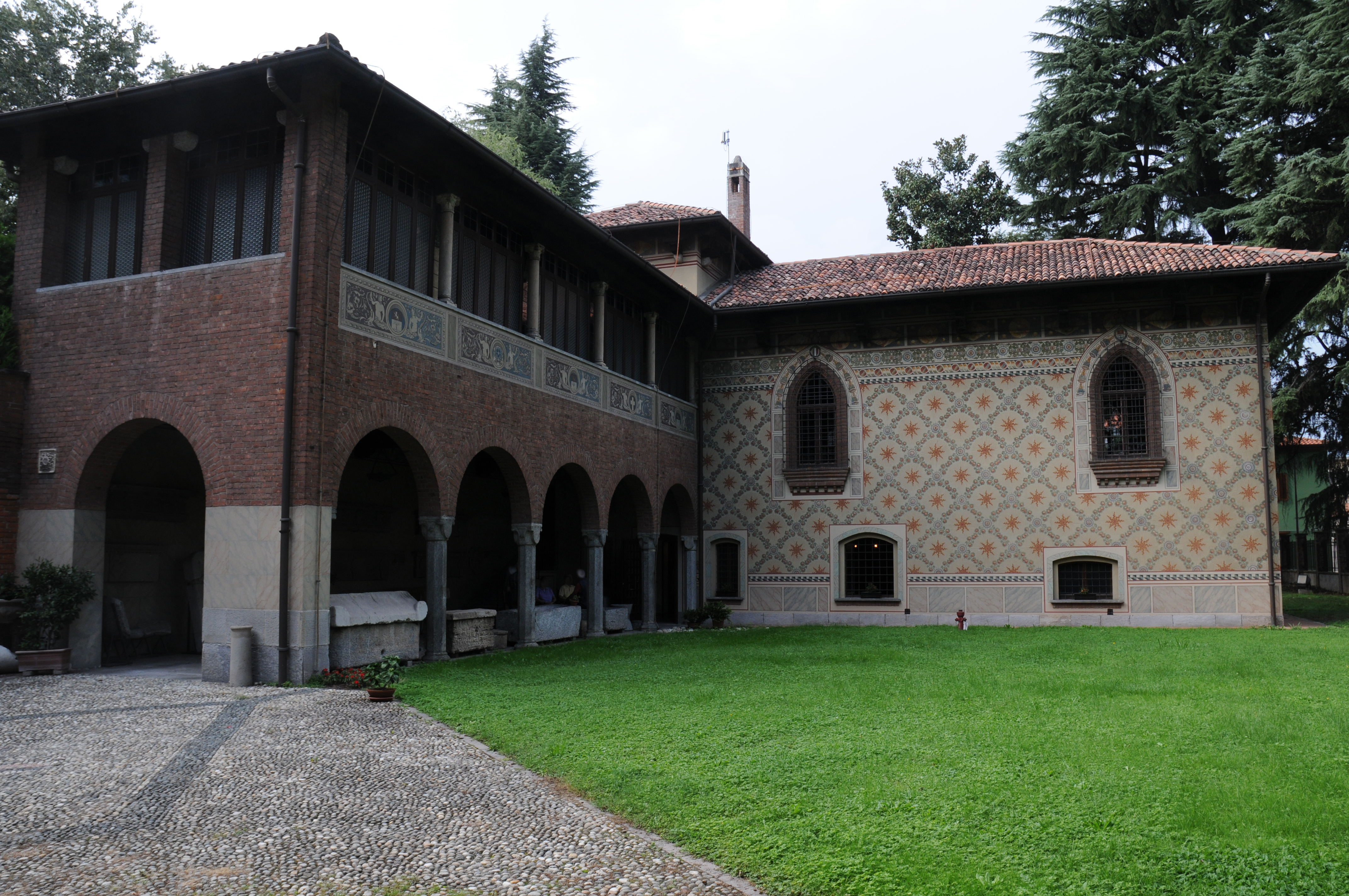
Il Museo civico Sutermeister. Parte del materiale utilizzato per edificarlo proveniva dalla quattrocentesca casa signorile appartenuta ai Lampugnani che si affacciava sull'Olona e che fu demolita (1927) per poter permettere l'ingrandimento dello stabilimento

Il Cotonificio Cantoni di Legnano durante l'inondazione dell'Olona del 1917

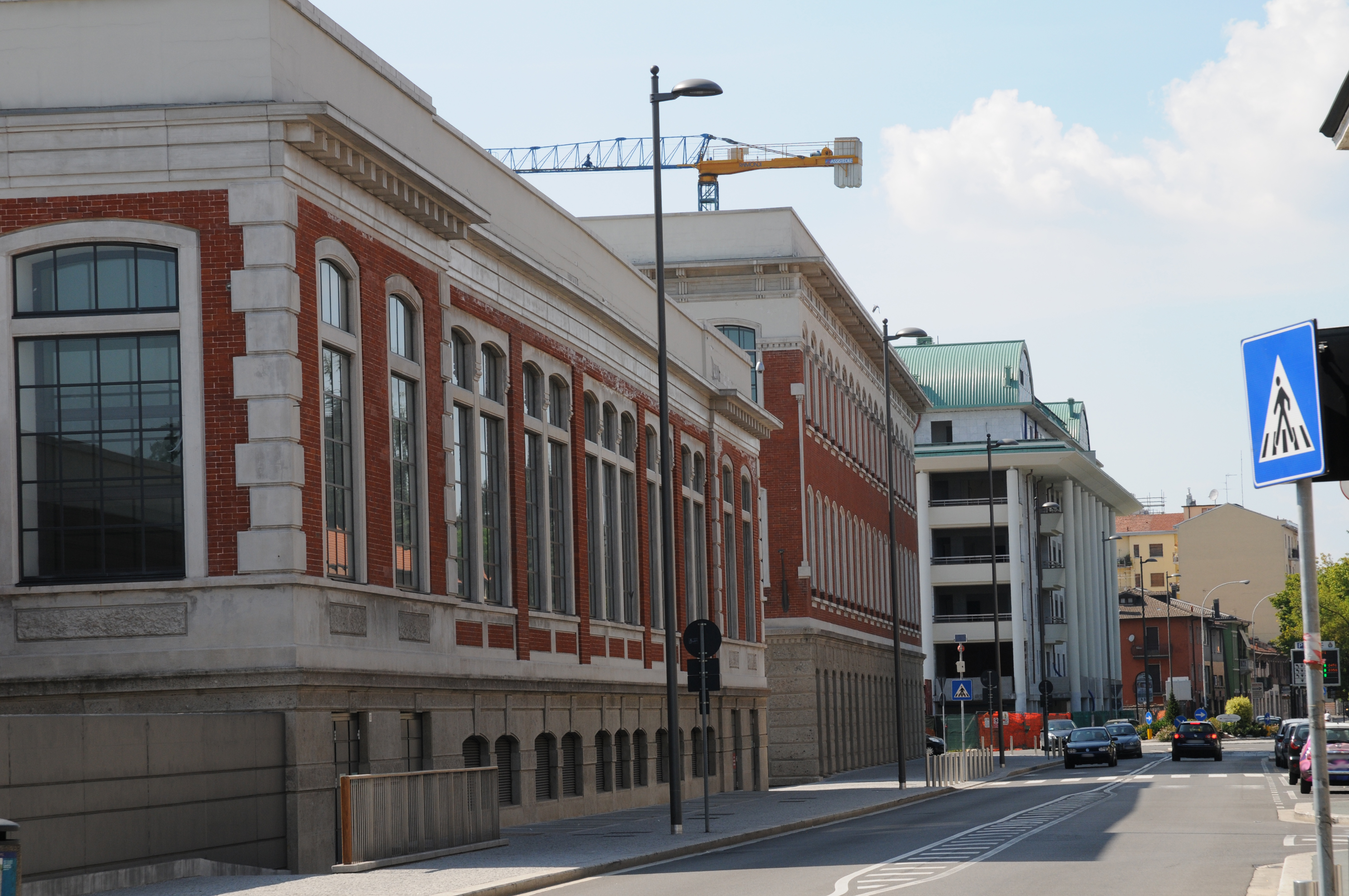
Sulla sinistra, le facciate ristrutturate dei capannoni dell'ex-cotonificio Cantoni a Legnano. Sono l'unica parte superstite del complesso produttivo sorto lungo l'Olona

Nel 1917 una devastante inondazione dell'Olona provocò gravi danni allo stabilimento. Pertanto, finita la guerra, furono costruiti nuovi argini e l'Olona fu incanalato. Il fiume, sebbene fosse già molto inquinato, non era ancora stato coperto. In questi anni una villa della prima metà del XIX secolo adiacente all'ingresso del cotonificio (già di proprietà di una famiglia nobiliare della zona, i Prandoni), diventò la nuova sede degli uffici della direzione tecnica. Tra il 1919 ed il 1923 il cotonificio investì nell'aggiornamento di alcuni impianti e nell'acquisto di nuovi telai. Tra il 1925 ed il secondo dopoguerra, l'Olona venne coperto.
Nel 1931 furono inaugurati i nuovi padiglioni per la lavorazione dei velluti. Gli edifici diventarono i più importanti del cotonificio da un punto di vista architettonico. Le facciate di queste costruzioni sono l'unica parte del cotonificio che è stata risparmiata dalle demolizioni del XXI secolo. Sono rimasti anche gli alberi del piazzale d'ingresso, alcuni dei quali risalgono all'inizio del XX secolo. È di questi anni (1927) la demolizione del Maniero Lampugnani, quattrocentesca casa signorile appartenuta ai Lampugnani. Tale abbattimento fu realizzato per poter permettere l'ingrandimento dello stabilimento. Il palazzo fu poi riedificato in un altro luogo dal Comune di Legnano utilizzando alcune parti originali e destinandolo a museo civico della città.
Nel 1936 fu inaugurata una nuova centrale termoelettrica che comprendeva tre gruppi di alternatori eroganti una potenza complessiva di 12.300 kW. Nel 1941 e nel 1943 furono invece inaugurati due nuovi nuovo padiglioni per la tintoria e nel 1943 fu terminato il capannone per la mercerizzazione. Nell'agosto 1943 alcuni bombardieri britannici diretti a Milano colpirono per sbaglio Legnano causando una decina di morti: alcune bombe finirono anche sul cotonificio Cantoni (due sono state rinvenute e fatte brillare nel 2008).

### Dal secondo dopoguerra al XXI secolo

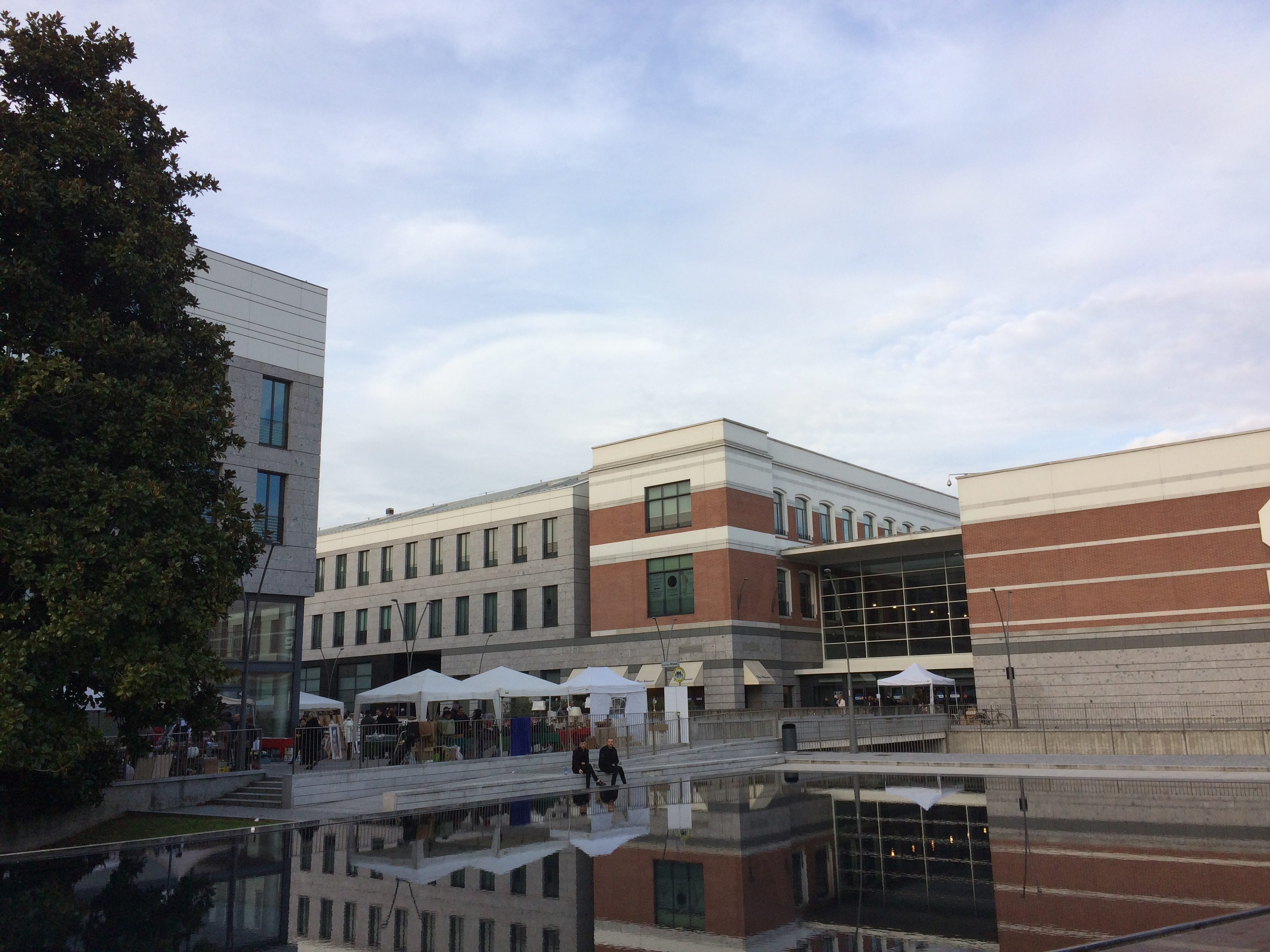
Il centro commerciale "Gallerie Cantoni" di Legnano

Nel dopoguerra lo storico stabilimento legnanese seguì le sorti dell'azienda. Nel 1984 la Cantoni fu acquistata da Fabio Inghirami. La nuova proprietà chiuse il reparto di filatura della storica fabbrica legnanese e tentò di indirizzare la produzione verso tessuti più ricercati. Nonostante questo tentativo di salvare l'azienda, lo stabilimento legnanese chiuse nel 1985.
Da quell'anno l'ex sito produttivo fu abbandonato a sé stesso e cominciò ad essere occupato da clandestini e spacciatori di droga. Negli anni si susseguirono vari progetti di recupero ed alla fine i padiglioni furono demoliti nel 2003 per la realizzazione di un parco pubblico, di un centro commerciale (le "Gallerie Cantoni") e di una zona residenziale. Per ordine della Soprintendenza ai Beni Culturali ed al Paesaggio di Milano, intervenuta quando ormai le demolizioni erano quasi al termine, le due facciate più importanti architettonicamente (in realtà le uniche non ancora demolite), quelle del reparto velluti del 1931 affacciate su corso Sempione, sono state conservate e sono parte integrante dei nuovi edifici commerciali. Il resto del complesso, compresi altri edifici architettonicamente interessanti, fu demolito.

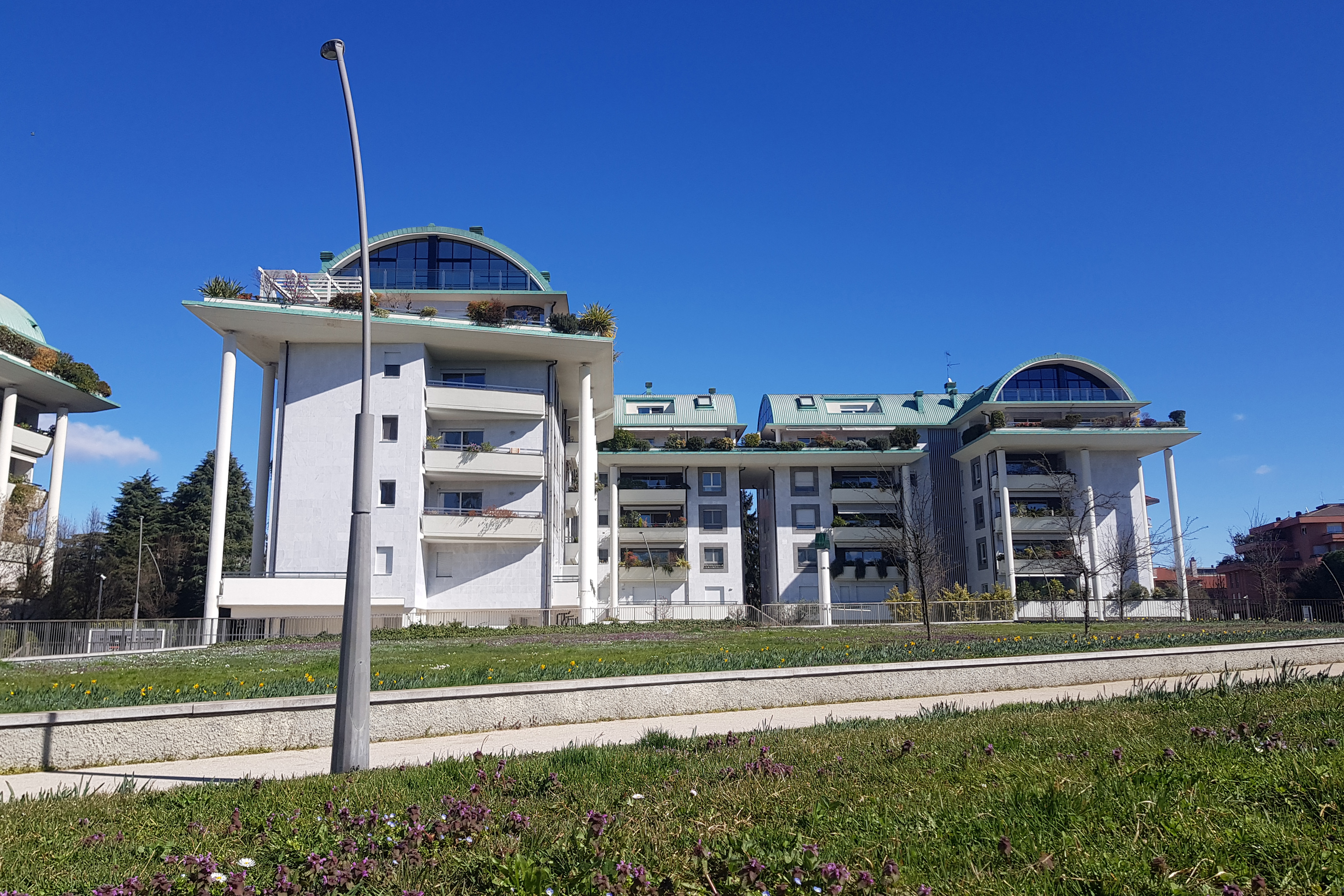
Una delle palazzine residenziali costruite dopo il recupero dell'Area Cantoni

Tra il 1989 e il 1991 una vasta area dell'ex Cotonificio nel comune di Castellanza è stata riqualificata dall'Unione degli Industriali della provincia di Varese (UNIVA), su progetto dell'architetto Aldo Rossi, creando la sede dell'Università Liuc.